# Enver Hoxhas museum

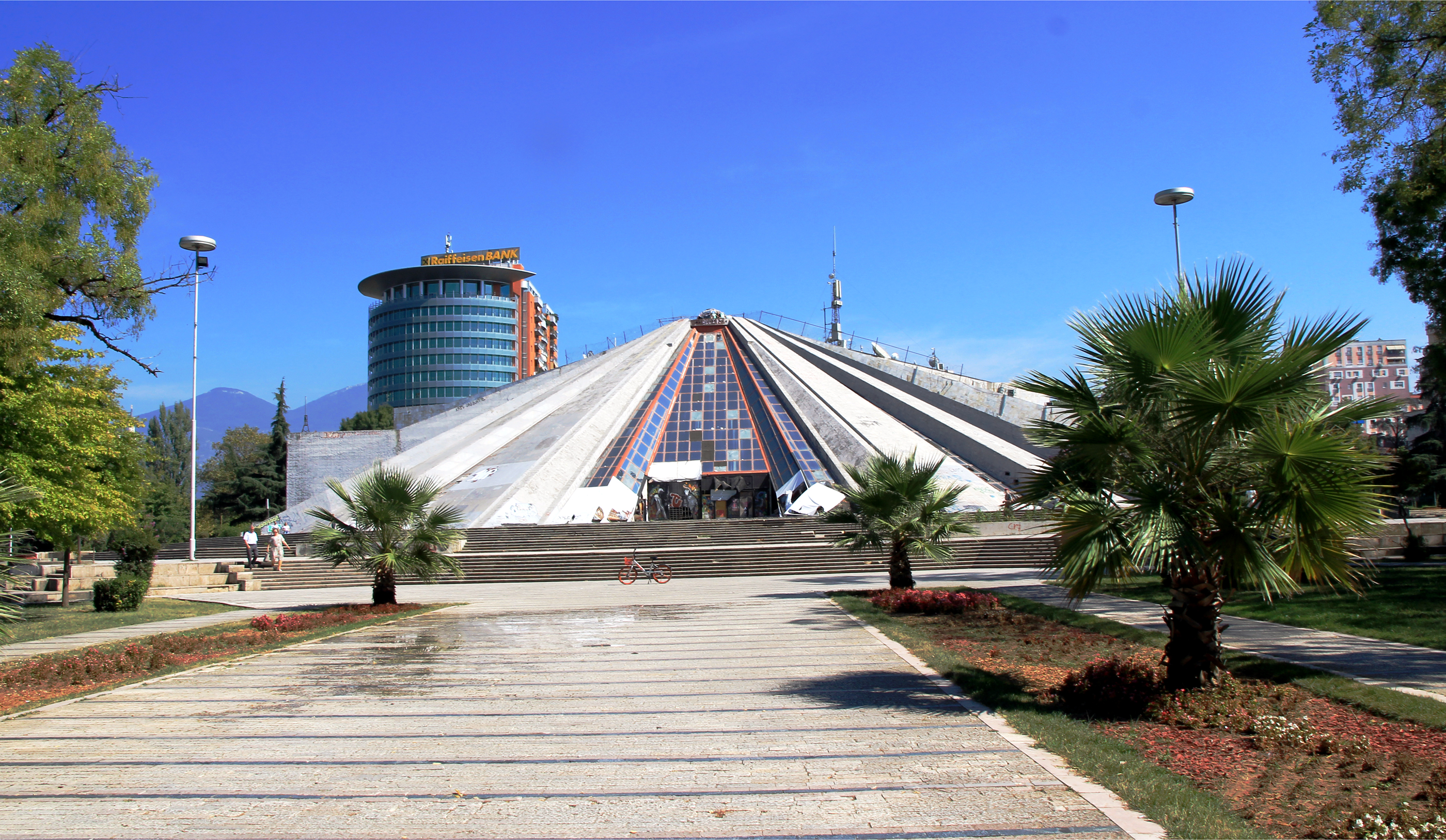
Enver Hoxhas museum

Enver Hoxhas museum (albanska Muzeu Enver Hoxha), eller Pyramiden, är en sevärdhet i Albaniens huvudstad Tirana. Det invigdes 1988 till Enver Hoxhas 80-årsdag (han dog 1985) och skapades av Hoxhas dotter Pranvera och svärson Klement Kolaneci.